# Giovanni Battistelli
Giovanni Battistelli OFM (ur. 28 grudnia 1933 w Spello, Umbria, zm. 20 października 2011 w Asyżu) − włoski franciszkanin, Kustosz Ziemi Świętej.

## Życiorys
Giovanni Battistelli urodził się w 1933 w Spello w Umbrii w rodzinie Salvatore i Attilii Cristofani. W 1945 wstąpił do niższego seminarium duchownego Prowincji pw. św. Franciszka z Asyżu w Umbrii. W latach 1949–1951 kontynuował naukę w szkole średniej w Città di Castello i Perugii. Nowicjat rozpoczął 13 sierpnia 1951. Profesję wieczystą złożył 8 września 1955 w klasztorze przy Porcjunkuli w Asyżu. Święcenia kapłańskie przyjął z rąk patriarchy łacińskiego Jerozolimy bpa Alberto Gori 29 czerwca 1960. Następnie studiował w Papieskim Instytucie Studiów Orientalnych w Rzymie, broniąc w 1963 pracę licencjacką. Od 1963 został wydelegowany do Franciszkańskiego Centrum Studiów o Chrześcijańskim Wschodzie. Do 1981 pracował jako duszpasterz w Egipcie (Kair-Mousky, Kair-Bulacco, Aleksandria). W latach 1978–1986 był w zarządzie Kustodii Ziemi Świętej i wychowawcą kleryków w Studium Theologicum Jerosolimitanum, ceremoniarzem Kustodii, wykładowcą oraz dyrektorem franciszkańskiego hospicjum dla pielgrzymów „Casa Nova” w Jerozolimie. Następnie, w latach 1986-1998 pełnił różne funkcje w klasztorze Kustodii Ziemi Świętej w Rzymie − Collegio Terra Santa. W 1998 został wybrany Kustoszem Ziemi Świętej, pełniąc ten urząd do 2004. W okresie pełnienia przez niego urzędu kustosza Ziemię Świętą szereg wspólnot klasztornych Kustodii Ziemi Świętej odwiedził papież Jan Paweł II (91 podróż apostolska Jana Pawła II), zaś w 2002 miało miejsce oblężenie bazyliki Narodzenia Pańskiego w Betlejem. W roku 1999 doszło do zamieszek w Nazarecie, podczas których wystawiono na niebezpieczeństwo życie franciszkanów pracujących przy bazylice Zwiastowania. W 2001 zainaugurowano Klasztor świętych Symeona i Anny w Jerozolimie, który stał się siedzibą punktu duszpasterskiego dla katolików języka hebrajskiego. Po wygaśnięciu mandatu pracował w Rzymie i Montefalco. Zmarł 20 października 2011 w Asyżu.